# Je Vous Aime
Je Vous Aime (em tradução livre para o português: Eu Te Amo) é um filme mudo francês em curta-metragem de 1891, dirigido por Georges Demenÿ. Apresenta um close-up médio de um homem (no caso, o próprio diretor) dizendo "Je vous aime". Foi filmado no Bois de Boulogne, Paris.
É considerada a primeira obra do cinema a fazer uso do close-up ou, mais precisamente, de um plano médio da face e peito de Demenÿ. O filme foi feito a pedido de Hector Marichelle, professor e diretor do Instituto Nacional de Surdos-Mudos de Paris, com o intuito de usar o discurso filmado para ensinar alunos surdos a lerem lábios. Isso exigia imagens mais próximas dos movimentos labiais do ator. O projeto foi dado a Demenÿ por Étienne-Jules Marey, a quem a investigação científica do movimento cinematográfico está entre as contribuições mais significativas para a invenção do cinema. Apesar deste começo educativo e científico, no entanto, este projeto levou Demenÿ a perseguir e influenciar o lado comercial do cinema.
Pode ser visto livremente pela Internet uma vez que, pelo ano de produção, encontra-se em Domínio Público.

## Elenco
- Georges Demenÿ ... ele mesmo